# سیارک ۲۱۶۲۵
سیارک ۲۱۶۲۵ (به انگلیسی: 21625 Seira، نامگذاری:1999NN2) بیست و یک هزار و ششصد و بیست و پنجمین سیارک کشف شده‌است که در ۱۲ ژوئیه ۱۹۹۹ کشف شد.
قدر مطلق سیارک برابر ۲۰.۴ است.